# Limonium alcudianum
Limonium alcudianum es una especie de planta perteneciente a la familia Plumbaginaceae. 

## Descripción
Es una planta perenne, con pocos escapos, glabra. Cepa de 2-5 cm, ramificada sobre la base. Hojas de la roseta de 25-70 x 8-18 mm, no marchitas en la antesis; limbo de espatulado a cuneado-espatulado, ± plano, con 1-3 nervios, con ápice romo; pecíolo 1-3 mm de anchura, de longitud 1/3-1/2 de la del limbo. Escapo 15-35 cm, ± derecho en la parte no ramificada, zigzagueante o varias veces doblado en la parte ramificada; ramificación sobre el tercio inferior. Inflorescencia normalmente tipo D o A; sin o con 1-3 ramas estériles. Ramas de primer orden de hasta 12 cm, dispuestas laxamente, frecuentemente estériles las 1-3 inferiores, fértiles las superiores, ± derechas, erecto-patentes (ángulo de ramificación 40°-50°), no o solo laxamente ramificadas. Espigas 10-30 mm, de derechas a levemente arqueadas. Espiguillas 6,1-6,7 mm, 6-9 por cm, con 2-6 flores. Bráctea externa 1,8-2,4 x 2-2,5 mm, triangular-ovada, con ápice de agudo a romo; margen anchamente membranáceo; parte central algo carnosa, con largo ápice que no llega hasta el margen. Bráctea media 1,8-2,3 x 1,5-1,8 mm, oblongo-elíptica, membranácea. Bráctea interna 4,3-4,9 x 3,4-3,8 mm, anchamente elíptica, con ápice de romo a redondeado; margen membranáceo, muy ancho; parte central 2,8-3,3 x 1,7-2,1 mm, carnosa, con ápice de 0,7-1,1 mm, estrechamente triangular, que no llega hasta el margen. Flores 6,8-7,5 mm de diámetro. Cáliz 4,8-5,3 mm, que sobrepasa 1,2-1,5 mm a la bráctea interna; tubo de escasa a densamente peloso, con pelos largos; dientes c. 0,5 x 1,1 mm, muy anchamente semielípticos; costillas que acaban mucho antes de la base de los dientes. Pétalos 7,8-8,3 x 2,1-2,4 mm, cuneiformes, violáceo-rojizos.

## Distribución y hábitat
Se encuentra en substratos salinos arcilloso-arenosos costeros; a una altitud de  0-20 metros en los alrededores de Alcudia en la Islas Baleares. 

## Taxonomía
Limonium alcudianum fue descrita por  Erben y publicado en Mitteilungen der Botanischen Staatssammlung München 28: 313–417. 1989.
Citología
Número de cromosomas de Limonium alcudianum (Fam. Plumbaginaceae) y táxones infraespecíficos: 2n=27
Etimología
Limonium: nombre genérico que procede del griego leimon, que significa "pradera húmeda", aludiendo al hábitat de muchas de las especies del género.
alcudianum: epíteto geográfico que alude a su localización en Alcudia.